# 熊本城東郵便局

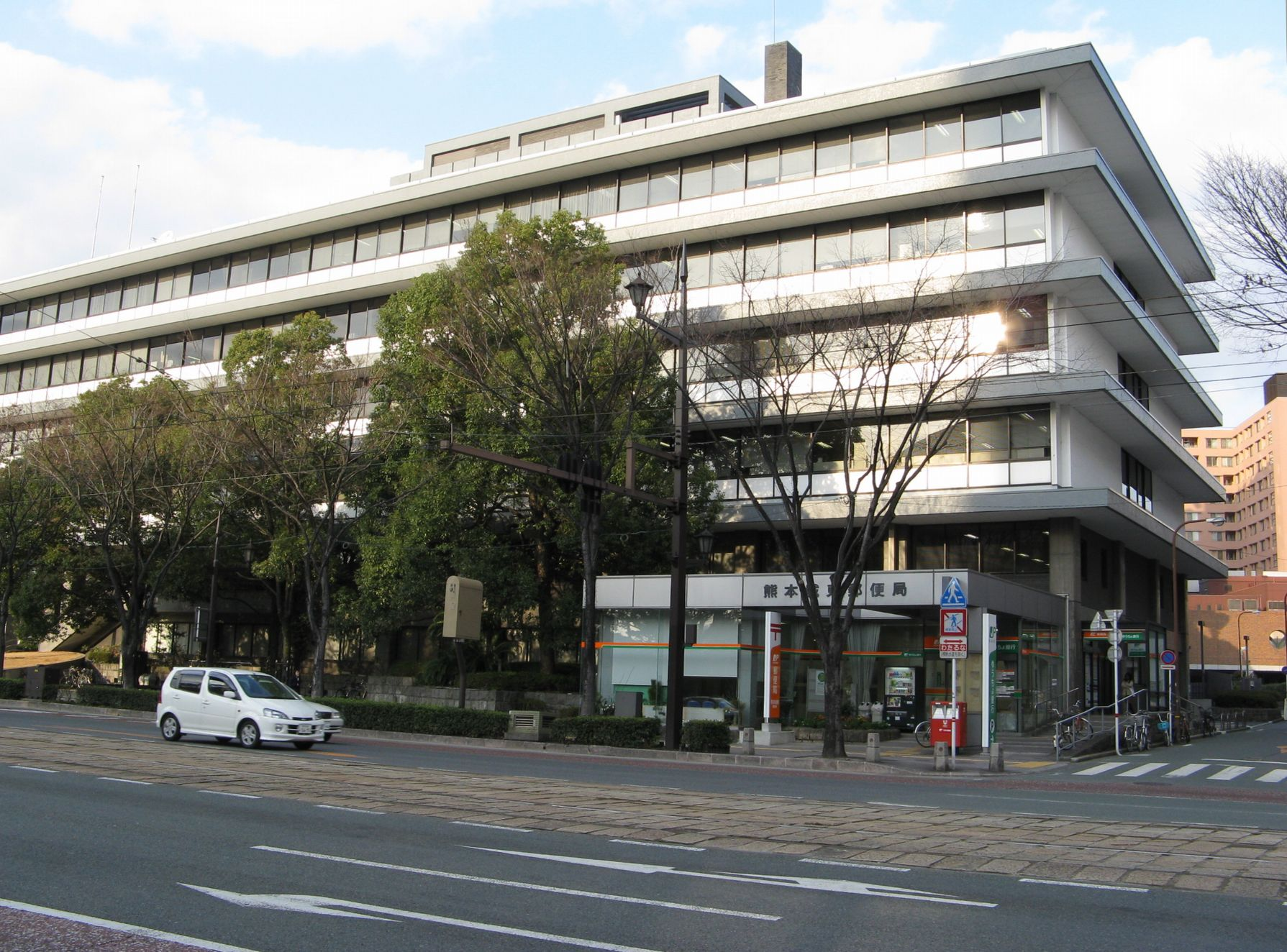
熊本城東郵便局が入居する日本郵政グループ熊本ビル

熊本城東郵便局（くまもとじょうとうゆうびんきょく）は、熊本県熊本市中央区にある郵便局。民営化前の分類では無集配特定郵便局であった。

## 概要
住所：〒860-0846 熊本県熊本市中央区城東町1-1
日本郵政グループ熊本ビル（旧日本郵政公社九州支社社屋、旧郵政省（郵政事業庁）九州郵政局庁舎）1階に設置されている。
入居する建物は民営化後、2012年9月までは郵便局株式会社、同年10月から日本郵便株式会社が「日本郵政グループ熊本ビル」として所有、当郵便局のほか日本郵便株式会社九州支社、ゆうちょ銀行九州エリア本部・熊本支店、かんぽ生命保険熊本支店、日本郵政株式会社九州ファシリティセンターが入居している。

### 併設施設
- ゆうちょ銀行熊本支店 - 九州7県に所在する直営店を受け持つ統括店である。

## 沿革
当局の事実上の前身である「熊本中央郵便局郵政局内分室」の沿革については、熊本中央郵便局#沿革を参照
- 1988年（昭和63年）10月1日 - 熊本中央郵便局郵政局内分室の廃止[1]に伴い、九州郵政局（当時）内に開局[2]。
- 1998年（平成10年）9月1日 - 外国通貨の両替および旅行小切手の売買に関する業務取扱を開始。
- 2007年（平成19年）10月1日 - 民営化に伴い、併設されたゆうちょ銀行熊本支店に一部業務を移管。
- 2012年（平成24年）10月1日 - 日本郵便株式会社発足。

## 取扱内容

### 熊本城東郵便局
- 郵便、印紙、ゆうパック
- 生命保険、バイク自賠責保険、がん保険、引受条件緩和型医療保険

### ゆうちょ銀行熊本支店
- 貯金、貸付、為替、振替、振込、国際送金、外貨両替、国債、投資信託、変額年金保険、住宅ローン
- ATM

## 周辺
- 熊本市役所
- 熊本城
- 明治安田生命熊本支社
- 熊本信用金庫本店
- 三井住友信託銀行熊本支店
- 商工組合中央金庫熊本支店

## アクセス
- 熊本市電幹線 通町筋電停から徒歩約4分
- 九州産交バス、電鉄バス、熊本バス、熊本都市バス 市役所前停留所、もしくは九州産交バス、電鉄バス、熊本都市バス 市役所前・日本郵政横停留所下車
- 九州自動車道 熊本ICから南西へ、もしくは益城熊本空港ICから西へ、それぞれ約8km
- 駐車場あり：2台